# Wilde Kreuzspitze
Die Wilde Kreuzspitze ist ein 3135 m s.l.m. hoher Doppelgipfel zwischen dem Pfitscher Tal im Nordwesten und dem Valler Tal im Südosten in Südtirol (Italien). Sie ist der Hauptgipfel der Pfunderer Berge, einer Untergruppe der Zillertaler Alpen. Das Gipfelkreuz trägt der niedrigere Südgipfel (3132 m).
Der Gipfel wurde vermutlich schon früh von Einheimischen erstiegen, jedenfalls aber bei der Landesvermessung Tirols. Als erster Tourist erreichte am 30. Juli 1861 A. v. Ruthner, begleitet vom Bauern Perterer als Bergführer, den Gipfel von Nordwesten aus durch das Tal des Burgumer Bachs und über einen heute nicht mehr bestehenden Ferner in die Einsattelung der beiden Gipfel.
Markierte Wege führen von Nordwesten von der Sterzinger Hütte (2344 m), von der Brixner Hütte (2307 m) über das Rauhtaljoch und den Ostgrat sowie von Süden vom Wilden See oder über die Sengesscharte auf den Gipfel.